# Andersonoplatus rosalesi
Andersonoplatus rosalesi es una especie de escarabajo del género Andersonoplatus, familia Chrysomelidae. Fue descrita científicamente por Linzmeier & Konstantinov en 2018.
Habita en Venezuela.

## Descripción
La longitud del cuerpo es de 2,05–2,16 mm y ancho 1,08–1,18 mm, brillante con abundante pelaje. A. rosalesi es de color castaño.